# Formula Tasman 1971
La stagione 1971 della Formula Tasman fu l'ottava della serie.  Si disputò tra il 2 gennaio e il 28 febbraio, su sette prove. Venne vinta dal pilota neozelandese Graham McRae su McLaren-Chevrolet.

## La pre-stagione

### Calendario
Le gare valide per il campionato sono ancora 7. 
| Gara | Nome                           | Circuito                     | Giri | Lunghezza           | Data        |
| ---- | ------------------------------ | ---------------------------- | ---- | ------------------- | ----------- |
| 1    | Levin International            | Circuito di Levin            | 63   | 63x1,920=120,96 km  | 2 gennaio   |
| 2    | Gran Premio di Nuova Zelanda   | Circuito di Pukekohe         | 58   | 58x2,816=163,33 km  | 9 gennaio   |
| 3    | Lady Wigram Trophy             | Circuito di Wigram           | 44   | 44x3,680=161,900 km | 16 gennaio  |
| 4    | Teretonga International        | Circuito di Teretonga Park   | 62   | 62x2,575=159,65 km  | 23 gennaio  |
| 5    | Warwick Farm International 100 | Circuito di Warwick Farm     | 45   | 45x3,620=160,9 km   | 14 febbraio |
| 6    | Sandown Park Cup               | Circuito di Sandown          | 56   | 56x3,102=173,712 km | 21 febbraio |
| 7    | Surfers Paradise 100           | Circuito di Surfers Paradise | 50   | 50x3,218=160,9 km   | 28 febbraio |

- Con sfondo scuro le gare corse in Australia, con sfondo chiaro quelle corse in Nuova Zelanda.

## Risultati e classifiche

### Gare
| Gara | Circuito         | Tempo     | Velocità    | Pole Position | GPV           | Vincitore     | Vettura              |
| ---- | ---------------- | --------- | ----------- | ------------- | ------------- | ------------- | -------------------- |
| 1    | Levin            | 50'13"2   | 120,69 km/h | Graham McRae  | Graham McRae  | Graham McRae  | McLaren-Chevrolet    |
| 2    | Pukekohe         | 56'27"0   | 173,59 km/h | Niel Allen    | Frank Matich  | Niel Allen    | McLaren-Chevrolet    |
| 3    | Wigram           | 57'51"8   | 167,9 km/h  | Graham McRae  | Graham McRae  | Graham McRae  | McLaren-Chevrolet    |
| 4    | Teretonga        | 1h00'57"4 | 157,15 km/h | Frank Matich  | Niel Allen    | Niel Allen    | McLaren-Chevrolet    |
| 5    | Warwick Farm     | 1h05'18"1 | 147,83 km/h | Frank Gardner | Frank Gardner | Frank Gardner | Lola-Chevrolet       |
| 6    | Sandown          | 1h00'29"7 | 172,31 km/h | Niel Allen    | Niel Allen    | Niel Allen    | McLaren-Chevrolet    |
| 7    | Surfers Paradise | 57'55"5   | 166,67 km/h | Frank Matich  | Frank Matich  | Frank Matich  | McLaren-Repco Holden |

### Classifica piloti
Al vincitore vanno 9 punti, 6 al secondo, 4 al terzo, 3 al quarto, 2 al quinto e 1 al sesto. Non vi sono scarti.
| Punti | 9 | 6 | 4 | 3 | 2 | 1 |

| Pos | Pilota           | LEV | NZL | LWT | TER | WAR | SAN | SUR | Punti |
| --- | ---------------- | --- | --- | --- | --- | --- | --- | --- | ----- |
| 1   | Graham McRae     | 1   | 3   | 1   | Rit | 8   | 1   | 3   | 35    |
| 2   | Frank Matich     | NC  | 2   | 2   | 2   | Rit | 3   | 1   | 31    |
| 3   | Niel Allen       | 2   | 1   | Rit | 1   | 4   | Rit | Rit | 27    |
| 4   | Frank Gardner    |     | Rit | 4   | Rit | 1   | Rit | 2   | 18    |
| 5   | Chris Amon       | 3   | 9   | 5   |     | 2   | 4   |     | 15    |
| 6   | Teddy Pilette    | 6   | Rit | Rit | 3   | 5   | 2   |     | 13    |
| 7   | Graeme Lawrence  | Rit | 6   | 3   | Rit | Rit | 6   | 4   | 9     |
| 8   | Kevin Bartlett   | Rit | Rit | Rit | 4   | 3   | Rit | NP  | 7     |
| 9   | John Cannon      | 5   | 5   | Rit | Rit | 7   | NP  | 7   | 4     |
| =   | Malcolm Guthrie  |     | 7   | 6   | 5   | NP  | Rit | 6   | 4     |
| 11  | David Oxton      | 4   | Rit | NP  | 7   |     |     |     | 3     |
| =   | Mike Eyerly      | Rit | 4   | NP  | 9   | NP  |     |     | 3     |
| =   | Bob Muir         |     |     |     |     | 6   | 8   | 5   | 3     |
| 14  | Keith Holland    |     |     |     |     | 9   | 5   | Rit | 2     |
| 15  | Leo Geoghegan    |     |     | 8   | 6   | Rit | NA  |     | 1     |
| 16  | Frank Radisich   | 7   | 8   | 13  | 10  | Rit |     | 10  | 0     |
| 17  | Max Stewart      | NA  | NA  |     |     | NP  | 7   | 8   | 0     |
| 18  | Don O'Sullivan   | 12  | Rit | 7   | Rit | NA  |     |     | 0     |
| 19  | Evan Noyes       | 8   | Rit | Rit | 8   | 12  |     |     | 0     |
| 20  | Ken Smith        | 9   | 10  | NA  | NA  |     |     |     | 0     |
| 21  | Bobby Brown      | NP  | Rit | 9   | NP  |     |     |     | 0     |
| =   | Col Green        |     |     |     |     | NA  | ??  | 9   | 0     |
| =   | Alfredo Costanzo |     |     |     |     |     | 9   |     | 0     |
| 24  | Baron Robertson  | 10  | 11  | NP  |     |     |     |     | 0     |
| 25  | David McConnell  | 13  | 12  | 10  | NA  | NQ  |     | Rit | 0     |
| 26  | John McCormack   |     |     |     |     | 10  |     |     | 0     |
| 27  | Cary Taylor      | 11  |     |     | NA  |     |     |     | 0     |
| =   | Neil Doyle       |     |     | 11  | NA  |     |     |     | 0     |
| =   | Geoff Mardon     |     |     | Rit | 11  |     |     |     | 0     |
| =   | Len Goodwin      |     |     |     |     | 11  | NP  |     | 0     |
| 31  | Allan Rhodes     |     |     | 12  |     |     |     |     | 0     |
| 32  | Dexter Dunlop    | 14  | NP  | NA  | NA  |     |     |     | 0     |
| 33  | Bryan Faloon     | NA  | NP  | NP  | NA  | NA  | ??  |     | 0     |
|     | Rich Galloway    | NP  | NA  | NA  |     | NP  | Rit |     | -     |
|     | Robbie Francevic | NA  | NA  | NP  | NA  |     |     |     | -     |
|     | Peter De Lore    | NA  |     |     |     |     |     |     | -     |
|     | Peter Moloney    |     | NA  |     |     |     |     |     | -     |
|     | Russell Thomson  |     |     | NA  | NA  |     |     |     | -     |
|     | Kevin Goowin     |     |     |     |     | NA  |     |     | -     |
| Pos | Pilota           | LEV | NZL | LWT | TER | WAR | SAN | SUR | Punti |

| Colore  | Risultati                                                         |
| ------- | ----------------------------------------------------------------- |
| Oro     | Vincitore                                                         |
| Argento | 2º posto                                                          |
| Bronzo  | 3º posto                                                          |
| Verde   | Finita, a punti                                                   |
| Blu     | Finita, senza punti Finita, non classificato (NC)                 |
| Viola   | Non finita (Rit)                                                  |
| Rosso   | Non qualificato (NQ) Non pre-qualificato (NPQ)                    |
| Nero    | Squalificato (SQ)                                                 |
| Bianco  | Non partito (NP)                                                  |
| Celeste | Disputa solo le prove (SP)                                        |
| Celeste | Iscritto alle prove libere - Terzo pilota (TP) - dal 2003 al 2006 |
| Vuoto   | Non prende parte alle prove (NPR)                                 |
| Vuoto   | Iscritto ma non presente, non arrivato (NA)                       |
| Vuoto   | Ritirato prima dell'evento (WD)                                   |
| Vuoto   | Infortunato (INF)                                                 |
| Vuoto   | Escluso (ES)                                                      |
| Vuoto   | Gara cancellata (C)                                               |